# 1942 na música

## Música Popular
- Anjos do Inferno: Vatapá, de Dorival Caymmi, e Nega do cabelo duro, de David Nasser e Rubens Soares
- Ataulfo Alves: Ai que saudades da Amélia
- Moraes Neto: Isto aqui o que é, de Ary Barroso
- Orlando Silva: Aos pés da cruz
- Ciro Monteiro: Quando ela samba, de Geraldo Pereira
- Francisco Alves em dupla com Dalva de Oliveira: Dois corações, de Herivelto Martins e Waldemar Gomes

## Nascimentos

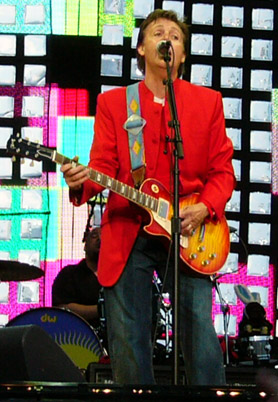
Paul McCartney (18 de junho).

| Data            | Nome              | Profissão                                 | Nacionalidade  | Observações | Ref |
| --------------- | ----------------- | ----------------------------------------- | -------------- | ----------- | --- |
| 19 de janeiro   | Nara Leão         | cantora e compositora                     | Brasil         | m. 1989     |     |
| 19 de janeiro   | Michael Crawford  | cantor e ator                             | Inglaterra     |             |     |
| 4 de fevereiro  | José Cid          | cantor                                    | Portugal       |             |     |
| 28 de fevereiro | Brian Jones       | músico                                    | Inglaterra     | m. 1969     |     |
| 22 de março     | Jorge Ben Jor     | músico                                    | Brasil         |             |     |
| 25 de março     | Aretha Franklin   | cantora                                   | Estados Unidos | m. 2018     |     |
| 16 de maio      | Isao Sasaki       | cantor e ator                             | Japão          |             |     |
| 18 de junho     | Paul McCartney    | cantor, compositor e multi-instrumentista | Inglaterra     |             |     |
| 18 de junho     | Celly Campelo     | cantora                                   | Brasil         | m. 2003     |     |
| 26 de junho     | Gilberto Gil      | músico e político                         | Brasil         |             |     |
| 10 de Julho     | Ronnie James Dio  | vocalista de heavy metal                  | Estados Unidos | m. 2010     |     |
| 7 de agosto     | Caetano Veloso    | cantor e compositor                       | Brasil         |             |     |
| 12 de agosto    | Clara Nunes       | cantora e compositora                     | Brasil         | m. 1983     |     |
| 10 de agosto    | Agepê             | cantor                                    | Brasil         | m. 1995     |     |
| 17 de agosto    | Muslim Magomayev  | cantor                                    | Azerbaijão     | m. 2008     |     |
| 28 de setembro  | Tim Maia          | cantor e compositor                       | Brasil         | m. 1998     |     |
| 26 de Outubro   | Milton Nascimento | cantor, violonista e pianista             | Brasil         |             |     |
| 12 de Novembro  | Paulinho da Viola | cantor, compositor e violonista           | Brasil         |             |     |
| 27 de novembro  | Jimi Hendrix      | músico                                    | Estados Unidos | m. 1970     |     |
| ?               | Dermot O’Reilly   | músico                                    | Canadá         | m. 2007     |     |

## Mortes
| Data          | Nome           | Profissão | Nacionalidade | Observações        | Ref   |
| ------------- | -------------- | --------- | ------------- | ------------------ | ----- |
| 3 de Setembro | Carmen Barbosa | cantora   | Brasil        | Morreu de diabetes | [ 1 ] |

1. ↑  Laura Macedo (26 de fevereiro de 2015). «Carmen Barbosa: a luminosidade da estrela morena». Jornal GGN. Consultado em 15 de outubro de 2017. Cópia arquivada em 15 de outubro de 2017